# Dena (moneta)
La  dena fu una moneta d'argento del valore di 10 lire e pesante poco meno di 40 grammi, in vigore all'inizio del XIX secolo, coniata da Carlo Ludovico di Borbone a Firenze.